# Saison 1998-1999 du Racing Club de Lens
Chronologie
Saison précédente Saison suivante
La saison 1998-1999 du Racing Club de Lens, huitième consécutive du club en première division, a vu l'équipe artésienne remporter sa première Coupe de la Ligue et participer pour la première fois à la Ligue des champions.

## Avant-saison

### Transferts
Champions de France en 1998 avec Lens, plusieurs joueurs cadres de l'équipe lensoise partent à l'étranger. Le capitaine Jean-Guy Wallemme rejoint le club anglais de Coventry City, Stéphane Ziani part en Espagne au Deportivo La Corogne et Anto Drobnjak au Japon au Gamba Osaka, club entraîné par son ancien entraîneur au SC Bastia Frédéric Antonetti,. De son côté, Romain Pitau s'engage à l'US Créteil. Wilson Oruma est prêté à Samsunspor pendant que Xavier Dablemont, qui rentre de prêt au FC Gueugnon, repart en prêt, cette fois à l'ES Wasquehal. Enfin, Hervé Arsène arrête sa carrière,.
Marc-Vivien Foé doit initialement quitter en juin 1998 Lens pour signer à Manchester United mais ce transfert est annulé à la suite de la fracture à la jambe de Foé en préparation de la Coupe du monde 1998,. À l'intersaison, Éric Sikora est également très près de partir à Liverpool, cependant le transfert ne se réalise pas en raison d'un problème dans le règlement de la commission de l'ancien agent de Sikora combiné à un refus de partir à l'étranger de la famille proche du joueur.
Au niveau des arrivées, Pascal Nouma est recruté de Strasbourg pour remplacer en attaque Anto Drobnjak, ce qui suscite de la part des supporters lensois une pétition contre sa venue en raison d'un mauvais geste de Nouma envers eux durant un match de la saison précédente. Daniel Moreira, priorité de Gervais Martel à l'intersaison, est lui recruté en provenance de Guingamp pour faire oublier Stéphane Ziani au poste de meneur de jeu. Au milieu de terrain, Alex Nyarko arrive du Karlsruher SC pour remplacer Foé. Ce recrutement se complète par les arrivées de Cyril Rool (Bastia) et Stéphane Dalmat (Châteauroux),. En défense, Ernest Etchi arrive en provenance du Coton Sport Garoua,. Enfin, Didier Sénac rejoint l'encadrement technique du club.
En octobre 1998, Valérien Ismaël rejoint le RC Lens après dix mois à Crystal Palace. Au mercato hivernal, Aboubacar Sankharé et Xavier Méride sont prêtés au Toulouse FC, Pape Diop allant de son côté à Valenciennes dans le cadre d'un accord général de formation entre les deux formations. Marc-Vivien Foé s'engage de son côté à West Ham et Wagneau Eloi à l'AS Monaco,. Une arrivée est effectuée pendant ce mercato, celle de Nicolas Laspalles en prêt du Paris Saint-Germain.

### Préparation d'avant-saison
Quelques jours après le titre de champion de France 1997-1998, les Lensois effectuent un stage dans les Antilles. Avant le championnat qui débute le 7 août 1998, le Racing Club de Lens dispute plusieurs matchs amicaux en juillet. Le premier se déroule le 11 juillet contre les Girondins de Bordeaux au stade Jules-Ladoumègue de Lormont et se solde par un match nul 0-0. De retour en Nord-Pas-de-Calais, Lens domine ensuite six buts à un le KSC Lokeren à Boulogne-sur-Mer au stade de la Libération sept jours plus tard avec notamment un doublé pour Pascal Nouma. Lens conclut sa préparation par deux victoires, la première deux à un contre l'Athletic Bilbao le 21 juillet à Montauban, la deuxième à quatre à zéro contre le Standard de Liège le 27 juillet à Vervins, quatre jours avant le premier match officiel de la saison, le Trophée des champions.

## Compétitions

### Trophée des champions
Vainqueur du championnat la saison précédente, le Racing Club de Lens est qualifié pour le Trophée des champions où le club artésien affronte le Paris Saint-Germain, vainqueur de la Coupe de France 1997-1998 contre le club artésien.
Ce match se dispute le 30 juillet 1998 au stade de la Vallée du Cher de Tours devant un public de 10 365 ou 12 766 spectateurs. Lors du match, personne n'inscrit de but en première mi-temps. En deuxième mi-temps, Yann Lachuer inscrit pour Paris un but à la cinquante-quatrième minute. Aucun but n'est ensuite inscrit ce qui permet à Paris de remporter ce trophée.
| Finale          | Lens    | 0–1 | Paris Saint-Germain | stade de la Vallée du Cher, Tours                        |                                                          |
| 30 juillet 1998 |         |     | Lachuer 54e         | Spectateurs : 10 365 ou 12 766 Arbitrage : Gilles Chéron | Spectateurs : 10 365 ou 12 766 Arbitrage : Gilles Chéron |
| 30 juillet 1998 | Rapport |     |                     | Spectateurs : 10 365 ou 12 766 Arbitrage : Gilles Chéron | Spectateurs : 10 365 ou 12 766 Arbitrage : Gilles Chéron |

### Championnat
La saison de championnat de division 1 1998-1999 a lieu du 7 août 1998 au 29 mai 1999. C'est la 61e édition du championnat de France de football et elle oppose 18 clubs au cours de 34 rencontres. C'est la 46e participation du Racing Club de Lens à cette compétition, cette saison étant la 8e consécutive. Les deux premiers du championnat sont qualifiés pour la phase de groupe de la Ligue des Champions la saison suivante, le troisième passera par le 3e tour préliminaire, le quatrième la Coupe de l'UEFA et les trois suivants la Coupe Intertoto.

#### Déroulement de la saison

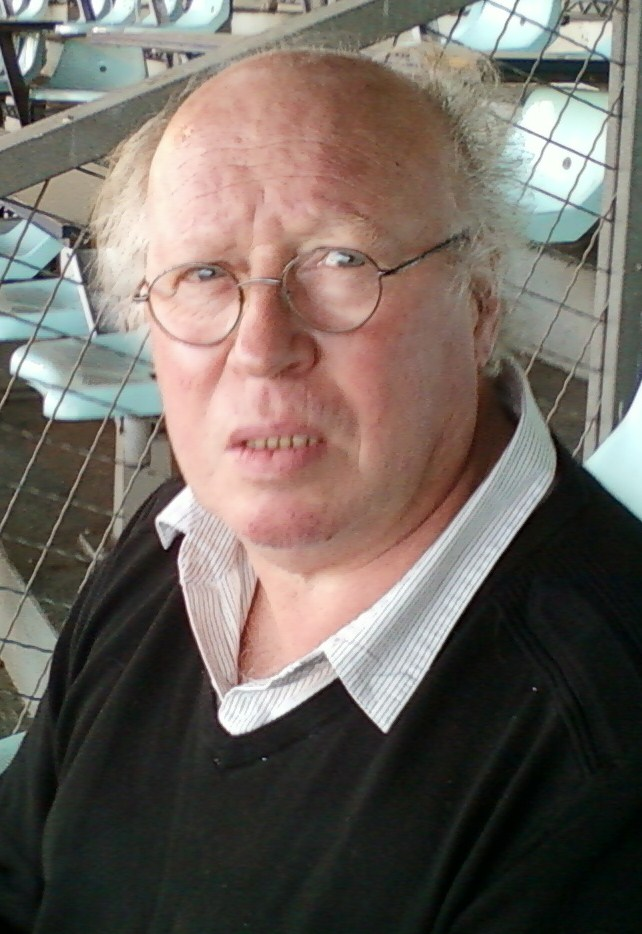
Daniel Leclercq, entraîneur du RC Lens depuis une saison.

Au début de la saison, le quotidien belge Le Soir considère l'Olympique de Marseille comme étant le favori suivi ensuite d'un groupe de plusieurs clubs comportant l'AS Monaco, le Paris Saint-Germain, deux clubs à gros budget, ainsi que les deux premiers de la saison précédente, le Racing Club de Lens et le FC Metz. Le championnat commence pour le Racing Club de Lens par un déplacement au Stadium de Toulouse pour y affronter le Toulouse FC. Le match se solde par une victoire toulousaine trois buts à deux. Les Lensois font ensuite match nul à domicile contre le FC Lorient avant de gagner à l'extérieur contre le FC Sochaux quatre à zéro puis à domicile deux à un contre l'AS Nancy-Lorraine. En septembre, Lens perd trois rencontres consécutives ce qui amène le club en treizième place du classement. Le RC Lens stoppe cette série de défaites par une victoire à l'extérieur contre le Paris Saint-Germain sur un but en fin de match de Wagneau Eloi. Après un nul à domicile contre Auxerre, Lens alterne les défaites à l'extérieur et les victoires à domicile jusqu'à mi-championnat que le club termine en neuvième position. L'année 1998 se conclut pour Lens par une victoire à Nancy un à zéro sur un but de Marc-Vivien Foé en première mi-temps lors de la vingtième journée.

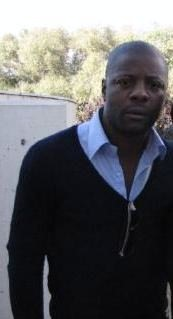
Pascal Nouma, meilleur buteur du club en championnat de la saison avec Tony Vairelles.

En 1999, après trois matchs sans victoire, Lens enchaîne quatre victoires consécutives contre le Paris Saint-Germain, à Auxerre, contre Montpellier et à Metz pour atteindre la sixième place du championnat. Lens bat à domicile lors de la trentième journée par quatre à zéro Marseille alors en tête de la première division. Lors de la trente-deuxième journée, toujours à domicile, Lens s'incline contre Bordeaux quatre buts à deux. Cette victoire, couplée à la défaite de Marseille à Paris, permet à Bordeaux de prendre la tête du championnat. Finalement, Lens termine sixième d'un championnat remporté par Bordeaux.

#### Classement final et statistiques
Le Racing Club de Lens termine le championnat à la sixième place avec 14 victoires, 7 matchs nuls et 13 défaites. Lens présente la sixième attaque avec 46 buts et la onzième meilleure défense avec 43 buts encaissés. Le Racing Club de Lens, dixième équipe à domicile avec 31 points, est septième à l'extérieur avec 18 points. Enfin, l'affluence moyenne dans le Stade Bollaert a été de 36 010 spectateurs ce qui en fait la 3e meilleure moyenne derrière celles de l'Olympique de Marseille (49 726) et du Paris Saint-Germain (40 910).
Les Girondins de Bordeaux et l'Olympique de Marseille sont qualifiés directement pour la phase de groupes de la Ligue des Champions 1999-2000, l'Olympique lyonnais devant passer par le 3e tour préliminaire. L'AS Monaco est quant à elle qualifiée pour la Coupe UEFA 1999-2000. Le Stade rennais, cinquième, se qualifie pour la Coupe Intertoto 1999. Il est accompagné du huitième, Montpellier, et du dixième, Metz. Le Racing Club de Lens, sixième, accompagne le club monégasque en Coupe UEFA grâce à sa victoire en Coupe de la Ligue tout comme le FC Nantes, vainqueur de la Coupe de France. Metz bénéficie enfin du refus du Paris Saint-Germain, neuvième, de participer à la Coupe Intertoto.
Extrait du classement de Division 1 1998-1999
| Rang | Équipe                 | Pts | J  | G  | N  | P  | Bp | Bc | Diff |
| --- | ---------------------- | --- | -- | -- | -- | -- | -- | -- | ---- |
| 1 | Girondins de Bordeaux  | 72  | 34 | 22 | 6  | 6  | 66 | 29 | +37  |
| 2 | Olympique de Marseille | 71  | 34 | 21 | 8  | 5  | 56 | 28 | +28  |
| 3 | Olympique lyonnais     | 63  | 34 | 18 | 9  | 7  | 51 | 31 | +20  |
| 4 | AS Monaco              | 62  | 34 | 18 | 8  | 8  | 52 | 32 | +20  |
| 5 | Stade rennais          | 59  | 34 | 17 | 8  | 9  | 45 | 38 | +7   |
| 6 | Racing Club de Lens    | 49  | 34 | 14 | 7  | 13 | 46 | 43 | +3   |
| 7 | FC Nantes              | 48  | 34 | 12 | 12 | 10 | 40 | 34 | +6   |
| 8 | Montpellier HSC        | 43  | 34 | 11 | 10 | 13 | 53 | 50 | +3   |
| 9 | Paris SG               | 39  | 34 | 10 | 9  | 15 | 34 | 35 | -1   |
| 10 | FC Metz                | 39  | 34 | 9  | 12 | 13 | 28 | 37 | -9   |
| - Ligue des Champions 1999-2000 (Phase de groupes) - Ligue des Champions 1999-2000 (3e tour préliminaire) - Coupe UEFA 1999-2000 - Coupe Intertoto 1999 |                        |     |    |    |    |    |    |    |      |

### Coupe de France
Le RC Lens entre en lice en Coupe de France, comme tous les clubs professionnels, au niveau des trente-deuxièmes de finale, comme pour tous les clubs de première division. Le tirage au sort amène les Lensois à affronter le 23 janvier 1999 la JA Armentières, pensionnaire du CFA. Bien qu'Armentières reçoive, le match se dispute au Stade Félix-Bollaert de Lens. Le match est marqué par l'ouverture du score lensoise par Wagneau Eloi dès la deuxième minute du match. Une minute plus tard, Armentières égalise par Yannick Maniez. Marc-Vivien Foé redonne l'avantage à Lens à la vingt-et-unième minute mais Maniez égalise à nouveau avant la mi-temps. Rien n'est marqué en deuxième mi-temps. En prolongation, Lens s'impose en inscrivant grâce à un doublé de Daniel Moreira et un but de Vladimír Šmicer.
Au tour suivant, Lens affronte l'Olympique de Marseille, un mois après la victoire lensoise contre Marseille en Coupe de la ligue aux tirs au but dans une rencontre disputée à Caen au stade Michel-d'Ornano. Dans un match marqué par l'absence d'habituels titulaires de l'OM tels que Laurent Blanc, Robert Pirès ou Fabrizio Ravanelli, les Lensois prennent l'avantage en première mi-temps grâce à deux buts de Philippe Brunel et Tony Vairelles aux trente-huitième et quarante-cinquième minutes. En deuxième mi-temps, Pascal Nouma inscrit un troisième but avant qu'Arthur Moses ne réduise l'écart à la soixante-cinquième minute.
En huitièmes de finale, à nouveau au stade Bollaert, Lens reçoit le Stade lavallois, club de deuxième division. À ce stade de la compétition, seulement trois clubs de première division restent en lice, le FC Metz qui reçoit le FC Nantes étant les deux autres clubs de l'élite accompagnant le RC Lens. Favoris de leur match, les Lensois encaissent cependant dès la première minute un but d'Hamed Diallo. Pascal Nouma égalise ensuite en deuxième mi-temps mais la décision se fait aux tirs au but. Lors de ceux-ci les Lavallois s'imposent par quatre tirs à deux, Nouma ratant notamment son tir au but qu'il tente avec son mauvais pied.

### Coupe de la Ligue
La Coupe de la Ligue 1998-1999 a lieu du 28 octobre 1998 au 8 mai 1999. Le Racing Club de Lens débute la coupe de la Ligue en seizièmes de finale, comme les autres clubs de division 1, les équipes d'un niveau inférieur passant par un tour supplémentaire.
Le tirage au sort des seizièmes de finale a amené Lens à se déplacer à Marseille pour rencontrer l'Olympique de Marseille le 10 janvier 1999. Le stade Vélodrome, cependant suspendu, la Ligue nationale de football décide d'inverser le match et de le faire jouer au stade Félix-Bollaert de Lens. Après protestation des dirigeants marseillais et une phrase de l'entraîneur olympien Rolland Courbis (« La pelouse de Bollaert doit tellement ressembler à une banquise en ce moment que je ne serais pas surpris d'y voir des pingouins ! »), l rencontre se dispute finalement à Caen au stade Michel-d'Ornano, devant 18 500 spectateurs. Les Marseillais ouvrent le score à la soixante-troisième minute par Christophe Dugarry, les Lensois égalisent vingt minutes plus tard par Pascal Nouma. Les prolongations ne changent rien. Au cours des tirs au but, après un tir lensois raté, le Marseillais Éric Roy voit sa frappe heurter la barre transversale, rebondir derrière la ligne de but puis ressortir du but. L'arbitre Bruno Derrien invalide ce pénalty pourtant valable. La séance continue donc et Lens s'impose finalement six tirs au but à cinq,.
Au tour suivant, en février, Lens évolue de nouveau en Normandie, cette fois au stade Jules-Deschaseaux du Havre contre Le Havre AC. Le club artésien s'impose et se qualifie donc en gagnant deux à zéro, deux buts inscrits en première mi-temps par Pascal Nouma et Stéphane Dalmat. En quart de finale, Lens se déplace encore, cette fois sur le terrain du Stade rennais, le 7 mars 1999. Le RC Lens gagne grâce à un nouveau but de Pascal Nouma, inscrit en fin de match. En avril, la demi-finale du RC Lens se déroule au Stade Félix-Bollaert contre le FC Sochaux. Les deux équipes n'arrivent pas à se départager dans le temps réglementaire. C'est en toute fin des prolongations que Daniel Moreira inscrit le premier but du match pour Lens. Philippe Brunel marque dans la foulée un deuxième but qui envoie Lens en finale.
La finale se déroule le 8 mai 1999 au stade de France de Saint-Denis et oppose le RC Lens au FC Metz. Disputé devant près de 80 000 spectateurs, la première mi-temps ne permet pas à une équipe de prendre l'avantage. À la cinquante-sixième minute, sur une passe de Cyril Rool, Daniel Moreira, placé côté gauche du jeu lensois, tire du pied gauche dans la lucarne opposée et donne le titre au RC Lens, ce qui qualifie du même coup Lens en Coupe UEFA 1999-2000,,,.

### Ligue des champions
La Ligue des champions met aux prises chaque année sous forme d'une phase de groupes puis de matchs aller-retour à élimination directe des équipes issues de l'ensemble des pays membres de l'UEFA selon une répartition effectuée par tirage au sort. Le Racing Club de Lens s'est qualifié pour l'édition 1998-1999 grâce à sa victoire en championnat la saison précédente.
Le RC Lens est le seul club français présent au tirage au sort, le FC Metz étant éliminé au tour préliminaire par le HJK Helsinki (1-0, 1-1). Lors du tirage au sort, le RC Lens figure parmi les six têtes de série en tant que champion de France, un des cinq pays les mieux placés au coefficient UEFA. Ce tirage amène Lens à affronter Arsenal, membre du chapeau 2, Panathinaïkos, membre du chapeau 3, et le Dynamo Kiev du chapeau 4 dans le groupe E,. Pour le premier match de l'histoire du club dans la compétition, le 16 septembre, le RC Lens reçoit Arsenal au stade Félix-Bollaert. En deuxième mi-temps, Arsenal ouvre le score par Marc Overmars sur une passe d'Emmanuel Petit. Lens égalise dans le temps additionnel par Tony Vairelles qui reprend un corner tiré par Daniel Moreira et que touche Frédéric Déhu,,. Panathinaïkos, vainqueur du Dynamo Kiev, pointe en tête du groupe devant Arsenal et Lens.
Lens se déplace ensuite à Kiev affronter le Dynamo en sortant d'une défaite à domicile quatre à deux contre le FC Nantes en championnat. Le match se décante à l'heure de jeu. Andriy Chevtchenko marque un but de la tête à la suite d'un corner. Dans la minute qui suit, Tony Vairelles égalise, permettant à Lens d'obtenir le match nul,. Dans le même temps, Arsenal bat Panathinaïkos, ce qui permet au club anglais d'être premier du groupe avec quatre points, devant le club grec (trois points), le RC Lens (deux points) et le Dynamo Kiev avec un point. Pour compléter les matchs aller, le RC Lens reçoit à Bollaert Panathinaïkos. En première mi-temps, un but de Pascal Nouma est logiquement refusé pour hors jeu. À la quatre-vingtième minute, Wagneau Eloi exploite une déviation de Pascal Nouma et permet à Lens de remporter le match et de se classer ainsi deuxième du groupe E avec le même nombre de points que le premier, Arsenal, qui a concédé le nul à domicile contre le Dynamo Kiev,.
Le premier des matchs retour de Lens se déroule sur le terrain du Panathinaïkos. Les Grecs concrétisent leur domination par un but à la cinquante-troisième de Vokolos. Lens ne parvient pas à égaliser,. Au classement, Panathinaïkos prend la tête du groupe avec six points, les autres équipes suivant avec cinq points. Lens se déplace ensuite au stade de Wembley à Londres pour y affronter Arsenal, privé de ses titulaires Emmanuel Petit, Patrick Vieira et Dennis Bergkamp. Le match se dispute devant plus de 73 000 spectateurs dont 8 000 supporters lensois,. En deuxième mi-temps, Mickaël Debève marque le but de la victoire lensoise,,. Lens devient la première équipe française à remporter une rencontre à Wembley,. La fin du match est marquée par plusieurs expulsions : Ray Parlour côté anglais, Tony Vairelles côté lensois. La suspension de Vairelles est très contestée côté lensois : les images vidéos révèlent que le défenseur anglais Lee Dixon commence par pousser Vairelles avant de tomber sur la pelouse et simuler une agression du Lensois. L'arbitre Anders Frisk, qui n'a pas assisté à l'action, décide néanmoins d'expulser Vairelles. Un appel à l'UEFA n'est pas accepté et Vairelles est suspendu pour le prochain match. Dixon est également suspendu. Kiev s'étant imposé de son côté, la qualification du groupe se joue dans le dernier match qui oppose Lens à Kiev à Bollaert. Lens aborde le match en étant privé de Tony Vairelles, Éric Sikora et Cyril Rool, suspendus. En cas de victoire Lens est qualifié en quart de finale, un 0-0 peut aussi le permettre en fonction du résultat de l'autre match du groupe. Lors de cette rencontre, Lens est réduit à dix dès la sixième minute à la suite de l'expulsion du capitaine Frédéric Déhu. Le RC Lens tient le score jusqu'à la soixantième minute et le but de Kaladze après un corner. Vashchuk double le score un quart d'heure plus tard. Vladimír Šmicer réduit l'écart dans la foulée sur coup franc direct avant que Chevtchenko n'assure la victoire et la qualification au Dynamo Kiev,.

## Joueurs et encadrement technique

### Encadrement technique
Daniel Leclercq, adjoint de Roger Lemerre en 1996-1997, devient l'entraîneur du Racing Club de Lens en 1997-1998 où il remporte le titre de champion de France. Leclercq, âgé de 48 ans quand il remplace Lemerre, a évolué comme défenseur à Lens de 1974 à 1983. Natif de Trith-Saint-Léger en banlieue de Valenciennes, Leclercq commence le football dans le club de l'US Valenciennes Anzin en junior puis en professionnel de 1967 à 1970. Après s'ensuivent 3 années à l'Olympique de Marseille (1970-1971 et 1972-1974), entrecoupées d'une saison dans le club d'Angoulême entre 1971 et 1972. Sa carrière d'entraîneur débute, quant à elle, à l'US Valenciennes Anzin de décembre 1986 à octobre 1987. Il intègre l'encadrement du Racing Club de Lens en 1992.
François Brisson évolue à Lens de 1981 à 1885 avant de rejoindre l'encadrement technique du club à l'intersaison 1997 pour y seconder Daniel Leclercq. Après avoir joué les trois dernières saisons de sa carrière professionnelle au club de Lille (1990 à 1993), il commence sa carrière d'entraîneur dans le club de Montauban en 1994 et y reste jusqu'à ce que Lens le contacte. Didier Sénac rentre dans l'encadrement technique du club au poste d'adjoint au début de la saison. Sénac, né en 1958 et formé au club, est défenseur de l'équipe première de 1977 à 1987 et obtient durant cette période lensoise deux sélections en équipe de France.
André Lannoy, ancien gardien de but de Lens de 1967 à 1976, est également dans l'encadrement au poste d'entraîneur adjoint, responsable des gardiens de buts. Déjà présent à ce poste à l'arrivée de Daniel Leclercq, il conserve ses attributions durant cette saison.

### Effectif professionnel
Le tableau ci-dessous reprend l'effectif lensois pour la saison 1998-1999,. Durant cette saison, Xavier Méride et Nicolas Laspalles portent tour à tour le numéro 22.

### Statistiques individuelles
Le Racing Club de Lens dispute 49 matchs officiels au cours de cette saison, 34 en championnat, 3 en coupe de France, 5 en coupe de la Ligue, le Trophée des champions et 6 en Ligue des champions. Le joueur le plus utilisé de l'effectif est le gardien Guillaume Warmuz, qui participe à toutes les rencontres. Concernant les joueurs de champ, le joueur ayant le plus joué dans la saison est Frédéric Déhu.
Le meilleur réalisateur du club, toutes compétitions confondues, est Pascal Nouma qui a marqué 13 buts dont 8 en championnat. Tony Vairelles marque à 11 reprises, dont également 8 en championnat. Vairelles est le meilleur passeur en championnat du club avec 8 passes. Les autres buteurs en championnat sont Wagneau Eloi (7 buts), Vladimír Šmicer et Daniel Moreira (4 buts), Stéphane Dalmat, Mickaël Debève et Alex Nyarko (3 buts), Philippe Brunel et Marc-Vivien Foé (2 buts) et Nicolas Laspalles (1 but).

## Éléments économiques
Le budget du Racing Club de Lens s'élève pour cette saison à 185 millions de francs, en augmentation sensible par rapport aux 135 millions de la saison précédente,. Le principal sponsor maillot du club est Ola, une marque de téléphonie mobile de France Télécom,. L'équipementier du club est la marque Umbro.
Le 4 juin 1999, un partenariat avec l'Entente sportive de Wasquehal, club de deuxième division, est mis en place pour une durée de trois ans. Cette convention entre les deux clubs permet à Lens de prêter des jeunes joueurs au club wasquehalien, leur permettant ainsi de se confronter à d'autres professionnels. Une contribution financière lensoise est prévue en échange de cette aide sportive, de l'ordre de 6 millions de francs dont la moitié payée quatre jours après la signature de ce partenariat. Cette aide permet à Wasquehal d'assurer son maintien en deuxième division qui était menacé par la Direction nationale du contrôle de gestion en raison d'un déficit du club,.

## Affluences
Près de 30 000 personnes sont abonnées au club durant la saison.
Affluence du Racing Club de Lens à domicile

## Équipe réserve
L'équipe réserve du RC Lens sert de tremplin vers le groupe professionnel pour les jeunes du centre de formation mais permet également à certains joueurs non alignés avec l'équipe professionnelle d'avoir du temps de jeu. La réserve est également utilisée fréquemment par des professionnels en phase de reprise à la suite d'une blessure.
Pour la saison 1998-1999, l'équipe réserve du RC Lens évolue dans le groupe A du championnat de France amateur, la quatrième division de football en France. Après une treizième place obtenue l'année précédente, l'équipe réserve du RC Lens termine cette saison à la huitième place. En fin de saison, la réserve de l'AJ Auxerre, première du groupe, devient championne de France des réserves.
La majorité des joueurs lensois du groupe professionnel participent à des matchs avec la réserve. Ainsi, les gardiens de but Christophe Marichez et Cédric Berthelin disputent respectivement 10 et 13 rencontres. En défense, Ernest Etchi dispute 13 rencontres, José-Karl Pierre-Fanfan 12 et Yoann Lachor 4. Les milieux de terrain Ludovic Delporte (16 matchs), Philippe Brunel (3 matchs), Daniel Moreira et Cyril Rool (1 match) jouent également avec la réserve. Transférés en cours de saison, les défenseurs Xavier Méride et Aboubacar Sankharé jouent respectivement 2 et 9 rencontres, Pape Diop 13, Marc-Vivien Foé 2, Wilson Oruma 1 et Wagneau Eloi 3.